# 1914 v letectví
Tento článek obsahuje seznam událostí souvisejících s letectvím, které proběhly roku 1914.

## Události

### Duben
- 20. dubna – Howard Pixton zvítězil v závodu o Schneiderův pohár v Monaku. Pixton s letounem Sopwith Schneider dosáhl průměrné rychlosti 139,66 km/h.

### Červenec
- 28. července – Rakousko-Uhersko vyhlásilo válku Srbsku, začala první světová válka

### Srpen
- 14. srpna – dva Francouzi, poručík Césari a desátník Prudhommeau uskutečnili první bombový nálet první světové války, když ze své vzducholodě svrhli několik dělostřeleckých granátů na středisko německých vzducholodí
- 30. srpna – německý poručík von Hiddessen se svým letounem Rumpler A.II Taube provedl první záměrné bombardování civilního obyvatelstva v historii, když svrhl na Paříž tři granáty, německou vlajku a výzvu ke kapitulaci Francie

## První lety
- Sopwith Baby

### Červenec
- Vickers F.B.5 Gunbus